# Rudolf Schieffer

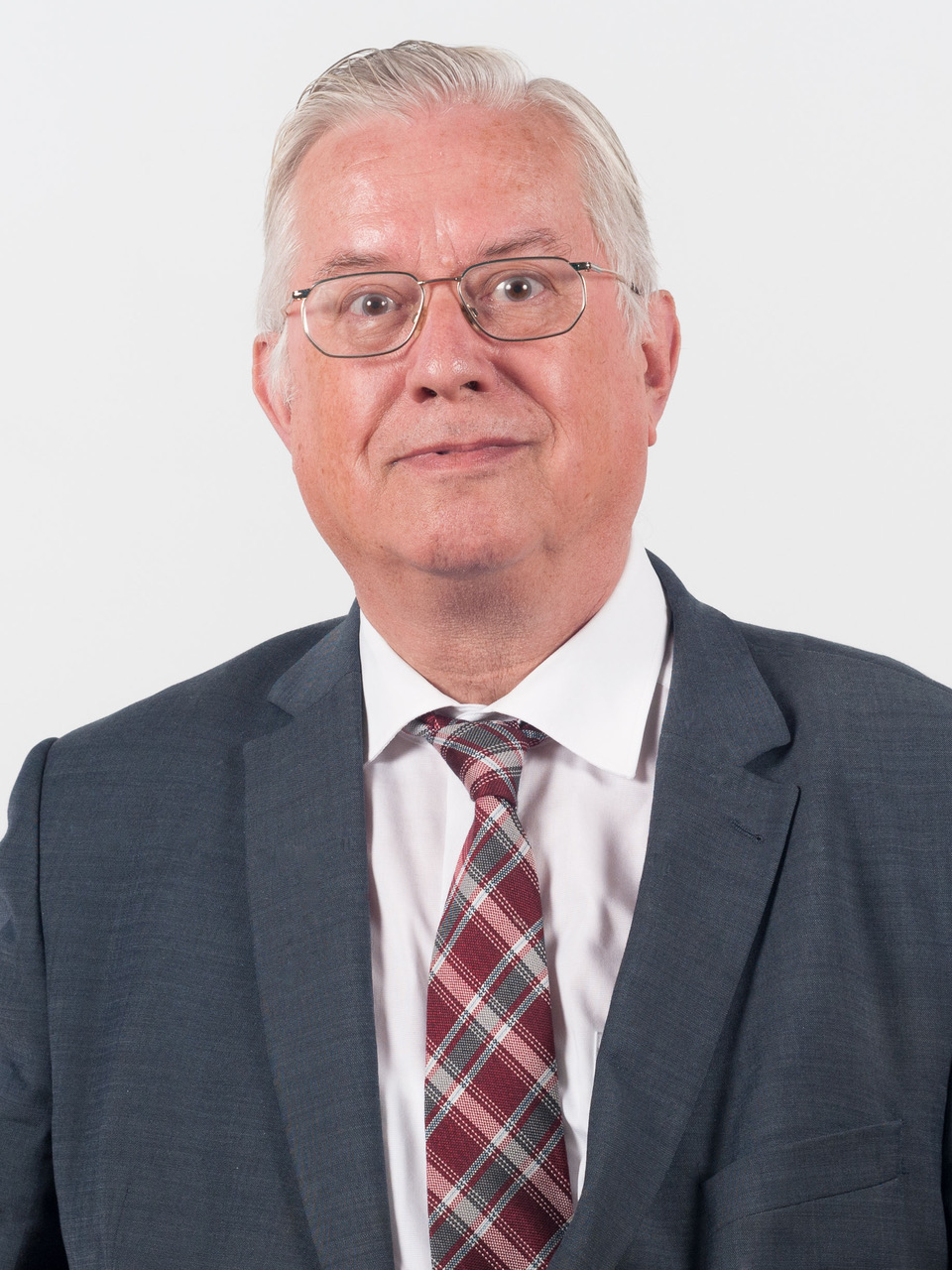
Rudolf Schieffer im Jahr 2017

Rudolf Schieffer (* 31. Januar 1947 in Mainz; † 14. September 2018 in Bonn) war ein deutscher Historiker mit dem Schwerpunkt frühes und hohes Mittelalter. Er gehörte international zu den wichtigsten und einflussreichsten Erforschern des europäischen Mittelalters.
Schieffer lehrte als Professor für Mittelalterliche und Neuere Geschichte an der Universität Bonn (1980–1994). Anschließend war er von 1994 bis 2012 Präsident der Monumenta Germaniae Historica (MGH), des bedeutendsten Instituts, das sich der Erforschung des Mittelalters und der Edition mittelalterlicher Quellen widmet. Während seiner Präsidentschaft war er zugleich Professor für Geschichte an der Ludwig-Maximilians-Universität München. In allen Abteilungen der MGH konnten unter Schieffers Präsidentschaft große editorische Fortschritte verzeichnet werden. Bleibende Verdienste für die MGH erwarb sich Schieffer als Editor durch die langjährige Arbeit an den Briefen und Schriften Hinkmars von Reims. Zu seinen bevorzugten Forschungsgebieten gehörten die Karolingerzeit und der Investiturstreit.

## Leben

### Herkunft und frühe Jahre
Rudolf Schieffer war das älteste Kind einer Gelehrtenfamilie. Seine beiden Schwestern wurden 1948 und 1951 geboren. Sein Großvater Heinrich Schieffer (1878–1949) war Volksschulrektor und Stadtschulrat in Godesberg. Sein Vater war der Historiker Theodor Schieffer, der 1942 Anneliese Schreibmayr (1915–1981) in Berlin heiratete. Theodor Schieffer lehrte als Professor für Mittlere und Neuere Geschichte sowie Historische Hilfswissenschaften ab 1951 zunächst in Mainz und dann von 1954 bis 1975 in Köln. Die Familie zog daher von Mainz nach Bad Godesberg um. Er wuchs in einem ausgeprägt katholischen Elternhaus auf. Von 1953 bis 1966 besuchte er Schulen in Mainz und Bad Godesberg. Das Abitur legte er 1966 am Aloisiuskolleg der Jesuiten in Bad Godesberg ab.
Schieffer studierte vom Sommersemester 1966 bis zum Sommersemester 1971 Geschichte und Latein an der Universität Bonn und für ein Semester in Marburg, wo ihn vor allem Walter Schlesinger für das Mittelalter begeisterte. Zu seinen akademischen Lehrern zählten auch Helmut Beumann, Eugen Ewig, Paul Egon Hübinger, Dieter Schaller, Stephan Skalweit und Johannes Straub. Viele davon hatte er bereits im Kindesalter als Kollegen seines Vaters kennengelernt. Dies erleichterte ihm auch den Einstieg in die wissenschaftliche Laufbahn. Theodor Schieffer hatte zunächst unter Paul Fridolin Kehr und später dann selbst mehrere Urkundenbände der karolingischen Herrscher für die Monumenta Germaniae Historica ediert. Der junge Schieffer half seinem Vater beim Kollationieren an den Handschriften.

### Akademische Laufbahn
Die erste Staatsprüfung legte er 1971 in Bonn für das höhere Lehramt ab. Bereits im Jahr der Staatsprüfung veröffentlichte er gleich vier Aufsätze. Er war eine Zeit lang unsicher, ob er sich der Alten oder der Mittelalterlichen Geschichte widmen sollte. Er wurde nach eigener Aussage Mediävist, „weniger weil, sondern eher obgleich mein Vater das auch war“. Für mittelalterliche Geschichte hatte Schieffer sich entschieden, weil die von ihm favorisierte Kirchengeschichte dort am breitesten zur Geltung komme. Von 1971 bis 1975 war er wissenschaftlicher Angestellter im Projekt „Spätantike Reichskonzilien“ der Deutschen Forschungsgemeinschaft bei Johannes Straub in Bonn. Als Doktorand erarbeitete er einen Registerband zu den Akten der ökumenischen Konzile von 431 bis 553. Bei Eugen Ewig wurde er 1975 über Die Entstehung von Domkapiteln in Deutschland promoviert. Nach der Promotion hatte er die Möglichkeit, zwischen einer Assistentenstelle bei Eduard Hlawitschka an der Universität Düsseldorf, einer Mitarbeiterstelle am Deutschen Historischen Institut in Rom oder einer Stelle bei den Monumenta Germaniae Historica zu wählen. Schieffer nahm das Angebot von Horst Fuhrmann an und ging nach München. Dort war er von 1975 bis 1980 wissenschaftlicher Mitarbeiter der Monumenta Germaniae Historica (MGH). Von 1976 bis 1979 war Schieffer Lehrbeauftragter für Historische Hilfswissenschaften an der Universität Regensburg. Im Jahr 1979 habilitierte er sich dort mit einer Schrift über Die Entstehung des päpstlichen Investiturverbots für den deutschen König.
Im Jahre 1980 wurde er mit 33 Jahren Nachfolger seines akademischen Lehrers Eugen Ewig als Professor für Mittelalterliche und Neuere Geschichte an der Universität Bonn. Schieffer hielt dreistündige Vorlesungen ab (eine Stunde donnerstags und freitags zwei Stunden). Das Thema seines Hauptseminars wählte Schieffer stets aus der Epoche, die er im vorherigen Semester in der Vorlesung behandelt hatte. Das Hauptseminar wurde immer am Freitagabend von 18 bis 20 Uhr abgehalten. Schieffer hatte nie einen Assistenten, sondern teilte die Stelle auf zwei Doktoranden auf, die einen Vertrag für drei Jahre erhielten.
Für den Präsidenten der MGH Horst Fuhrmann, der im Jahr 1991 65 Jahre alt wurde, war Schieffer der Wunschnachfolger. Auf der 102. Plenarsitzung der Zentraldirektion wurde am 10./11. März 1992 Schieffer zum Präsidenten der MGH gewählt. Er erkrankte jedoch schwer und musste sich langwierigen Behandlungen unterziehen. Erst am 1. April 1994 ging Schieffer an die Universität München und übernahm als Nachfolger Fuhrmanns die Leitung der Monumenta Germaniae Historica. Zugleich war er Professor für Geschichte in München (mit eingeschränkter Lehr- und Prüfungsverpflichtung). In Verhandlungen mit der Bayerischen Staatsregierung erreichte Schieffer, dass der mit dem Präsidium verbundene Lehrstuhl von Regensburg nach München transferiert und mit einer Assistenzstelle ausgestattet wurde. Schieffer hatte als Präsident der MGH beruflich die Position erreicht, die seinem Vater noch verwehrt geblieben war. Theodor Schieffer hatte bei der Präsidentenwahl 1957 Herbert Grundmann den Vortritt lassen müssen. Mit seinem Sohn wurde 1994 nun der erste Katholik Präsident der von ihren Anfängen her protestantisch geprägten Institution. Er nahm sich in seiner Anfangszeit rund zwei Jahre Zeit, um alle am Institut durchgeführten oder begleiteten Projekte ausführlich kennen zu lernen. Schieffer setzte auch als Präsident seine Rezensionstätigkeit für das von den MGH herausgegebene Deutsche Archiv für Erforschung des Mittelalters fort. Mit Johannes Fried war er von 1994 bis zum Erscheinen des Heftes 68/2 (2012) ihr langjähriger Herausgeber. Für diese angesehene mediävistische Fachzeitschrift hatte er bereits für die Jahrgänge von 31 bis 36 (1975–1980) allein 444 Rezensionen verfasst. Bis zu seinem Tod waren es 3785 Rezensionen. Für andere Fachzeitschriften kamen 272 weitere Besprechungen hinzu. Die Rezensionstätigkeit diente auch dazu, sich einen umfassenden Forschungshorizont zur mittelalterlichen Geschichte zu erarbeiten. In der Amtszeit Schieffers konnten – auch durch die Vorarbeit seiner Vorgänger und die Verbesserung der Stellensituation – große editorische Fortschritte erreicht werden, unter anderem durch die von Walter Koch seit 2002 betriebene Edition der Urkunden Friedrichs II. oder Hans Eberhard Mayers vierbändige Edition der Urkunden der lateinischen Könige von Jerusalem.
Zu seinen größten Verdiensten als MGH-Präsident zählt Claudia Zey die Außenwirkung, die durch eine intensive Vortrags- und Beitragstätigkeit, seinen Einsatz im Wissenschaftsbetrieb und seine Herausgeberschaft des Deutschen Archivs erreicht wurde. Das Amt des Präsidenten der MGH hatte er bis 2012 inne. Schieffer setzte als Präsident auf bewährte Methoden und Wege. Innovationen stand er skeptisch gegenüber. Das ausgeprägte Verständnis seines Vorgängers Horst Fuhrmann für die Belange der EDV teilte er nicht und wandte sich auch nicht dem elektronischen Edieren zu. Trotzdem konnten unter Schieffer große Fortschritte in der digitalen Geschichtswissenschaft erzielt werden. In Zusammenarbeit mit der Bayerischen Staatsbibliothek wurde der in zwei Jahrhunderten erarbeitete Editionsstand der internationalen Forschung digital zugänglich gemacht.
Mit dem Ende seiner Präsidentschaft gerieten die MGH durch Strukturdiskussionen, Satzungsänderungen, Debatten um eine geeignete Nachfolgeregelung und Verhandlungen mit dem Freistaat Bayern als Geldgeber über mehrere Jahre in eine schwere Krise. In seinem letzten Jahresbericht 2011/12 als Präsident sprach er zu der damals noch nicht endgültig geklärten Nachfolge von „einer Phase des Übergangs und der Ungewißheit“. Im Hinblick auf die finanzielle Lage befürchtete er Gefahren für die „konzeptionelle Fortentwicklung des Instituts und […] sein Leistungsvermögen“. Schieffer wandte sich entschieden gegen die Pläne des Ministeriums, die MGH unter einem gemeinsamen Dach mit dem Historischen Kolleg, der Historischen Kommission bei der Bayerischen Akademie der Wissenschaften und der Arbeitsgemeinschaft außeruniversitärer historischer Forschungseinrichtungen in der Bundesrepublik zu vereinen. Er wollte die Tradition der MGH bewahren, wie sie sich nach 1875 entwickelt hatte. Durch die Pläne des Ministeriums befürchtete er den Verlust der Eigenständigkeit der einzelnen Institutionen und sah die Gefahr der Einflussnahme völlig fachfremder Instanzen ausgeliefert zu sein. Auch der mit der LMU geschlossene Kooperationsvertrag zur Besetzung des Präsidentenamtes entsprach nicht Schieffers Vorstellungen von der Autonomie der MGH. Für Schieffer war das Präsidentenamt der MGH der „Olymp der Mediävistik“. Er konnte es nicht verstehen, dass jüngere Gelehrte, die er für fähig hielt, ihm als Präsident nachzufolgen, dies ablehnten.
Als akademischer Lehrer betreute Schieffer 29 Dissertationen, 23 davon von 1980 bis 1994. In den 18 Jahren in München kamen wegen seiner eingeschränkten Lehrverpflichtung nur noch sechs weitere Dissertationen hinzu. Zu seinen akademischen Schülern gehörten unter anderem Bernd Schütte, Claudia Zey, Caspar Ehlers, Martina Giese, Jochen Johrendt, Martina Hartmann und Alheydis Plassmann. Unter den 29 Doktorarbeiten sind elf Editionen, die alle in den Editionsreihen der MGH erschienen sind.

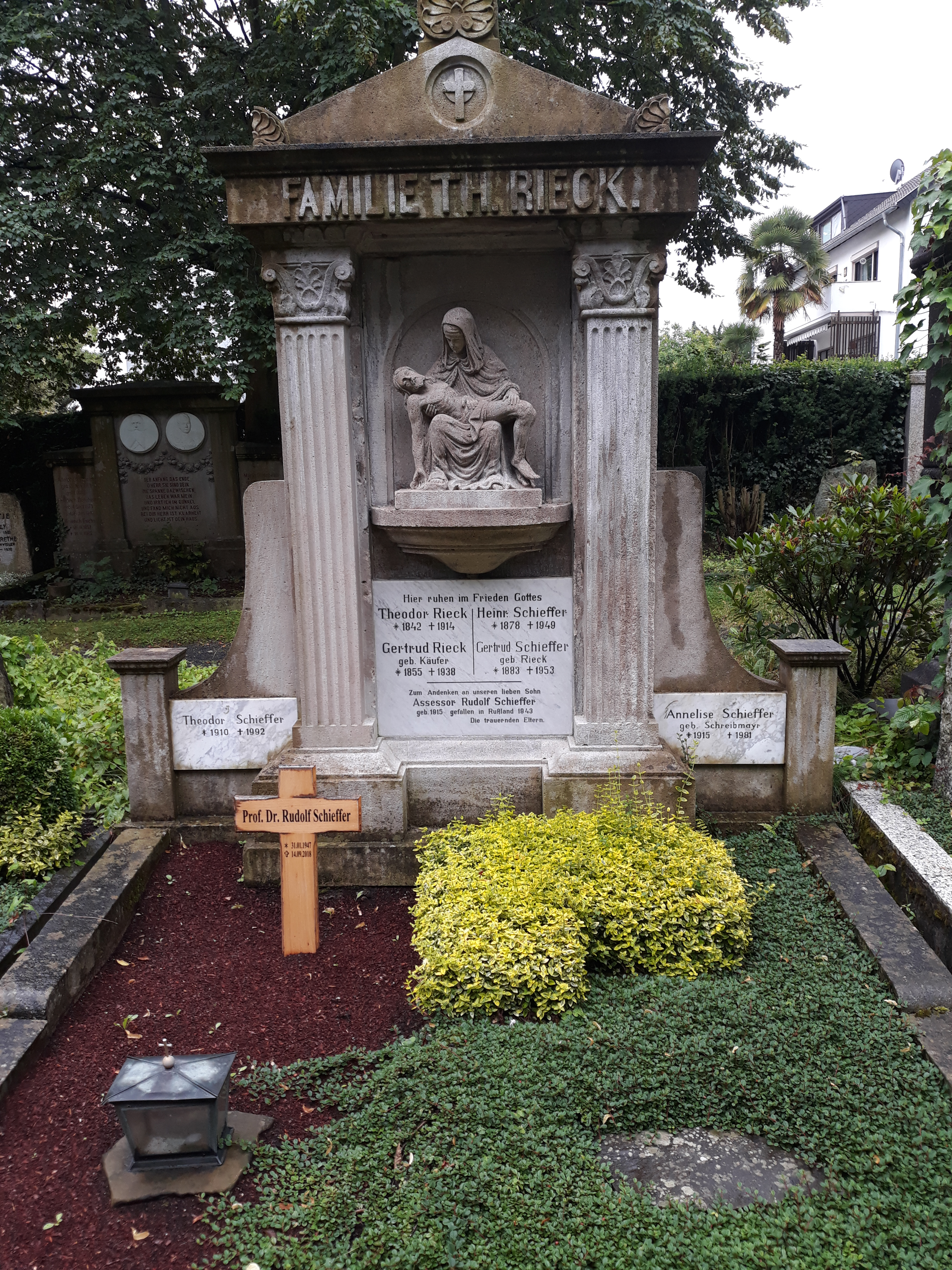
Das Grab von Rudolf Schieffer im Familiengrab Rieck auf dem Burgfriedhof Bad Godesberg in Bonn

Schieffer, der alleinstehend war, lebte nach seiner Pensionierung wieder in Bonn und setzte dort die wissenschaftliche Arbeit an den Hinkmar-Briefen aus den Jahren 868 bis 872 fort. Kurz vor seinem Tod erlebte er noch die Drucklegung des zweiten Teils. Im September 2018 verstarb er mit 71 Jahren nach kurzer schwerer Krankheit in seiner Wohnung. Er wurde im Familiengrab auf dem Burgfriedhof in Bad Godesberg beerdigt. Im März 2019 fand eine Gedenkfeier für Schieffer in München statt. Im selben Jahr erschien ein von der Monumenta Germaniae Historica herausgegebenes Gedenkheft.

## Forschungsschwerpunkte
Schieffers Publikationsliste umfasst rund 390 Titel. Seine wissenschaftliche Arbeitsschwerpunkte waren die politische Geschichte sowie die Kirchen- und Rechtsgeschichte von der Spätantike bis zum 12. Jahrhundert, die Quellenkunde und die Textedition. Einige seiner Arbeiten behandeln aber auch die Geschichte der Mediävistik des 19. und 20. Jahrhunderts und ihrer führenden Persönlichkeiten wie Wilhelm Levison, Gerold Meyer von Knonau, Wilhelm von Giesebrecht, Arno Borst und Paul Fridolin Kehr. Er nahm auch zu den NS-Verstrickungen der Mediävistik Stellung. Oftmals beteiligte er sich an Fest- und Gedenkschriften. Von 180 Beiträgen in Sammelwerken sind 45 Aufsätze in Festschriften veröffentlicht worden. Er selbst lehnte eine Festschrift zum 60., 65. oder 70. Geburtstag strikt ab und folgte damit der Maxime seines Vaters Theodor Schieffer. Ein wichtiges Kriterium für wissenschaftliche Leistung war für ihn nicht nur bei der Einschätzung der eigenen Arbeit, sondern auch in seiner weiteren Laufbahn als akademischer Lehrer und Gutachter das Verhältnis von Zeitaufwand und Ertrag. Er selbst habilitierte sich nach nur drei Jahren mit einer für heutige Verhältnisse schlanken Arbeit von rund 250 Seiten. Im Vorwort vermerkte er mit einem genauen Datum präzise den Abschluss.
Seine frühen Arbeiten befassten sich mit Themen der Spätantike und der alten Kirchengeschichte. Bereits vor der Veröffentlichung seiner Dissertation erschienen zahlreiche Aufsätze in angesehenen Fachzeitschriften, die sich mit den ökumenischen Konzilien im Rahmen des DFG-Forschungsprojektes, aber auch mit dem hochmittelalterlichen Reformpapsttum und dem Investiturstreit befassten. In seiner 1976 veröffentlichten Dissertation arbeitete er die Entstehung der Domkapitel von der Einrichtung der Bistümer im Frühmittelalter bis zur Bildung von Kanonikergemeinschaften im 11. Jahrhundert heraus. Die Arbeit wurde zu einem Standardwerk.
Seine beiden bevorzugten Themen waren die Karolinger und das 11. Jahrhundert als Zeitalter von Kirchenreform und Investiturstreit. Seine Arbeiten zeichneten sich in der Herangehensweise durch eine mikrohistorische Analyse relativ begrenzter Zeiträume, eine begriffsgeschichtliche und quellenkundliche Perspektive oder einen chronologisch systematisierenden Längsschnitt über einen längeren Zeitraum aus. Wirtschafts- und sozialgeschichtliche Fragen wurden im Vergleich zu den religiösen und politischen Entwicklungsprozessen Europas kaum behandelt. In seinen späteren Arbeiten behandelte er auch die „historische Dimension der europäischen Einigungsdebatte“. Sein Bestreben zur inhaltsreichen Zusammenfassung auf knappen Raum zeigte sich nicht nur in seiner Rezensionstätigkeit, sondern auch in seinen historischen Synthesen zu den Karolingern und zu den Saliern sowie seiner regen Beteiligung an wichtigen Enzyklopädien. So verfasste er 60 Artikel für das Lexikon des Mittelalters, 32 für die dritte Auflage des Lexikons für Theologie und Kirche, 15 für das Verfasserlexikon und 22 für die Neue Deutsche Biographie.
Schieffer war nicht nur in Wissenschaftskreisen als Referent gefragt, sondern hielt häufig auch Vorträge im außeruniversitären Kontext. Die Vermittlung der wissenschaftlichen Erkenntnisse über das enge Fachpublikum hinaus war ihm ein wichtiges Anliegen. Wiederholt unterstützte er Museen als Ratgeber und verfasste als Autor Beiträge zu mittelalterlichen Themen zu den Katalogen großer Ausstellungen. Vielfach referierte er zu Abend- oder Eröffnungsvorträgen von Tagungen oder Ausstellungen.

### Arbeiten für und über die Monumenta Germaniae Historica

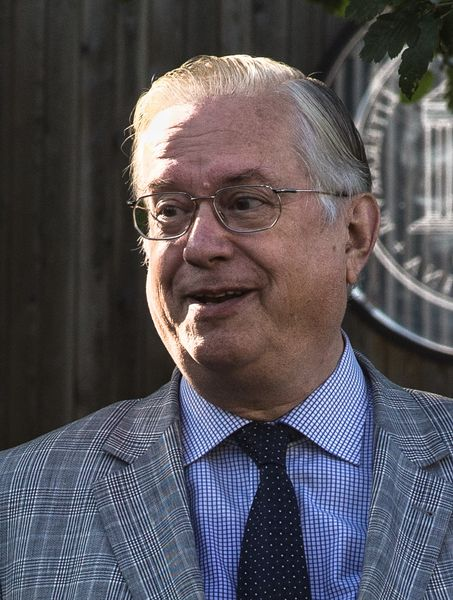
Rudolf Schieffer, aufgenommen von Ernst-Dieter Hehl im Jahr 2015

Schieffers Leben und Werk waren eng mit den Monumenta Germaniae Historica verknüpft. Horst Fuhrmann holte ihn 1975 nach München und beauftragte ihn mit der Herausgabe der Briefe des Erzbischofs Hinkmar von Reims aus dem 9. Jahrhundert.
Im Jahr 1996 organisierte er ein Kolloquium der Zentraldirektion der Monumenta Germaniae Historica in München über „Mittelalterliche Texte. Überlieferung – Befunde – Deutungen“. Er übernahm 1998 die Organisation eines Kolloquiums der Monumenta Germaniae Historica und der Historischen Kommission bei der Bayerischen Akademie der Wissenschaften in München über „Quelleneditionen und kein Ende?“ Es war eines der ersten Kolloquien, das der schwindenden Bedeutung des Edierens entgegenzuwirken versuchte.
Schieffer veröffentlichte zahlreiche Beiträge zur Geschichte der Monumenta Germaniae Historica. Er behandelte die Anfänge und ihre ersten Begegnungen mit Frankreich. Dabei stellte er fest, dass die ersten Bemühungen der Quellensichtung in Paris von antifranzösischen Ressentiments geprägt waren. Dies änderte sich erst nach Freiherr vom Steins Tod in den 1830er Jahren. Es kam „zu einer gewissen Angleichung der Forschungsstile und Arbeitsziele beiderseits des Rheins“. In einem anderen Beitrag lieferte er einen Überblick über die Editionsprojekte und die Forschungsarbeit zum früh- und hochmittelalterlichen Kirchenrecht seit der Neuorganisation der MGH-Reihen im Jahre 1875. Außerdem befasste er sich mit der bayerischen Einschätzung der Monumenta Germaniae Historica zur Zeit der Gründung der Historischen Kommission, den monastischen Gelehrten in den Monumenta Germaniae Historica oder mit den Memorialquellen.

### Karolinger
Die Fortführung der Edition der Briefe des Erzbischofs Hinkmar von Reims markiert auch den Beginn der Beschäftigung mit der Karolingerzeit. Seine Forschungen machten ihn darin zu einem Spezialisten. Er organisierte das Kolloquium der Nordrhein-Westfälischen Akademie der Wissenschaften am 17./18. Februar 1994 in Bonn über die Schriftkultur und Reichsverwaltung unter den Karolingern. Die Referate gab er zwei Jahre später heraus. Dabei wollte man „die Herrscherurkunden als Ausdruck einer umfassenden Schriftkultur […] begreifen, die unter den Karolingern ihren ersten nachantiken Höhepunkt erlebte“.
Zu dieser Epoche legte er Synthesen vor, wie sein erstmals 1992 erschienenes Werk Die Karolinger, das als Standardwerk zur Geschichte der Karolingerzeit gilt und bis 2014 fünfmal in seiner Grundstruktur unverändert aufgelegt wurde. Mit dieser Monographie knüpfte er an die Tradition seines Bonner Lehrers Eugen Ewig an, der sich in seinen Forschungen den Merowingern gewidmet hatte. Er veröffentlichte 2005 den Band über die Karolinger der neuesten Ausgabe des klassischen Lehrbuchs der deutschen Geschichte, den „Gebhardt“. Auf lediglich 160 Seiten wurde das 9. Jahrhundert, das über eine enorme Quellenfülle verfügt, behandelt. Schieffer konzentrierte sich auf die politischen, kirchen- und rechtsgeschichtlichen Aspekte.
In einem anderen Beitrag analysierte er die in fränkischer und karolingischer Zeit abgehaltenen Synoden nördlich der Alpen. Bei den Kontakten zwischen Papsttum und den nordalpinen Synoden stellte Schieffer fest, „daß sich das Papsttum als Aufsichtsinstanz wie als Impulsgeber fränkischer Synoden“ durchsetzte. Er befasste sich mit der geringen Effizienz letztwilliger Verfügungen der Karolinger. In der Sitzung der Nordrhein-Westfälischen Akademie der Wissenschaften vom 18. Februar 2009 widmete er sich „den in Handschriften faßbaren Spuren der Entstehung und Weiterentwicklung kompilatorischer Werke im Zuge der karolingischen Erneuerung“.

### Reichskirche
Durch Schieffers Arbeiten gilt das Beziehungsgefüge von ottonischem Königtum und Reichskirche als gut erforscht. Auf dem Deutschen Historikertag 1988 in Bamberg leitete Hagen Keller die Sektion „Gruppenbindung, Herrschaftsorganisation und Schriftkultur unter den Ottonen“. Schieffer referierte zum Thema „Der ottonische Reichsepiskopat zwischen Königtum und Adel“. Die in Bamberg gehaltenen Vorträge erschienen 1989 in den Frühmittelalterlichen Studien und gelten als wichtiger Ausgangspunkt für eine Neubeurteilung der ottonischen Königsherrschaft. Er relativierte in dem Aufsatz die Verwendung des Begriffs Reichskirchensystem. Stattdessen sprach er sich für eine zeitlich und graduelle Differenzierung aus, indem er vor der Übernahme eines fundamentalen konzeptionellen Entschlusses Ottos I. warnte und auf karolingische Kontinuitäten verwies. Im Jahr 1998 legte er eine vergleichende Untersuchung zur karolingischen und ottonischen Kirchenpolitik vor. In der 368. Sitzung der Nordrhein-Westfälischen Akademie der Wissenschaften am 20. Oktober 1993 in Düsseldorf widmete er sich dem sogenannten Ottonisch-salischen Reichskirchensystem. Er arbeitete die Unterschiede zwischen zeitgenössischer Wahrnehmung und der heutigen Sichtweise heraus. Er kam zum Ergebnis, dass dieses System so systematisch nicht war. Keine der mittelalterlichen Quellen stelle ein Reichskirchensystem dar. Vielmehr fußen alle Lehr- und Handbücher zum Thema Reichskirche „auf einem Mosaik von Zeugnissen zu je einzelnen Vorgängen und Teilaspekten“. Schieffer arbeitete außerdem in dem Akademievortrag in einem europäischen Vergleich die sehr unterschiedliche Entwicklung in England, Frankreich und Burgund im Verhältnis zwischen König und Kirche heraus. Dadurch ergaben sich neue Einsichten in die ostfränkisch-deutschen Besonderheiten. Fast zeitgleich zum Akademievortrag erschien ein Beitrag von ihm zu den Bischofserhebungen im westfränkisch-französischen Bereich im späten 9. und im 10. Jahrhundert.

### Reformpapsttum und Investiturstreit
Schieffers Habilitationsschrift aus dem Jahr 1981 führte zu einer grundlegend neuen Einschätzung des Investiturstreites. Nach seinen Untersuchungen zur Investiturpraxis vertrat er die These, dass die königliche Investitur von Bischöfen im Konflikt zwischen Heinrich IV. und Gregor VII. im Jahre 1076 noch nicht verboten war. Erst nach Heinrichs IV. Gang nach Canossa im Januar 1077 wurde diese Praxis zum Problem. Das für Kleriker geltende Verbot der Annahme von Investituren von Laien datiert von der römischen Herbstsynode von 1078. Auf der Fastensynode 1080 wurde dann Laien verboten, Investituren vorzunehmen. Nach Schieffers Ergebnissen war der Investiturstreit also die Folge der Auseinandersetzungen zwischen König und Papst, nicht deren Ursache. Die bisherige Forschung hatte noch eine zeitliche und sachliche Verknüpfung von Investiturstreit und Investiturverbot angenommen und war davon ausgegangen, dass Gregor VII. bereits auf der Fastensynode des Jahres 1075 ein allgemeines Investiturverbot erlassen und Heinrich IV. damit das Investiturrecht entzogen hatte. Nach Schieffer waren die Maßnahmen dieser Fastensynode dagegen lediglich eine päpstliche Sanktion für den Fall, dass Heinrich den Kontakt mit seinen gebannten Ratgebern nicht aufgebe. Seine Deutung von Anlass und Verlauf des Konflikts hat in der Forschung breite Akzeptanz gefunden. Lediglich Johannes Laudage plädierte weiter für ein päpstliches Investiturverbot von 1075, und Uta-Renate Blumenthal sah in den Maßnahmen nur ein vorübergehendes Investiturverbot. Schieffer hat sich an der Weiterführung der Diskussion zur Investiturfrage in mehreren Aufsätzen vor allem mit dem Problem der Simonie von der Spätantike bis zu den Kirchenreformen befasst. Nach der Habilitationsschrift von Schieffer wurde verstärkt vom „sogenannten Investiturstreit“ gesprochen. Alternative Bezeichnungen zu dieser Epoche wie Gregorianische Reform oder Kirchenreform konnten sich nicht durchsetzen, so dass in der aktuellen Forschung wieder der Begriff Investiturstreit verwendet wird.
Schieffer widmete sich anhand vor allem historiographischer Quellen der Rezeptionsgeschichte des Investiturstreites seit dem Wormser Konkordat von 1122. In England wurden die Ereignisse eher am Ende des Konflikts gedeutet und in Frankreich vor allem punktuell am Geschehen von 1111, 1119 und 1122 registriert. In England und Frankreich verblasste recht schnell die Erinnerung an den Streit und seinen Verlauf. Neue Auseinandersetzungen bestimmten die Darstellung der Historiographen. In Italien fiel die Resonanz ausgesprochen dürftig aus und konzentrierte sich hauptsächlich auf das Erste Laterankonzil von 1123. In der Chronistik des städtisch geprägten Oberitalien konnte Schieffer überhaupt keinen Hinweis auf das beigelegte Investiturproblem ausfindig machen. In einem anderen Aufsatz befasste er sich mit der Frage, was die historiographischen Quellen nördlich und südlich der Alpen aus drei Ereignissen 1076/77 gemacht haben: Die am 24. Januar 1076 in Worms ausgesprochenen Sanktionen Heinrichs IV. gegen Papst Gregor VII, die daraufhin erfolgte Exkommunikation des Königs in Rom durch den Papst und die zeitweilige Überwindung des Konflikts Ende Januar 1077 in Canossa. Diese Ereignisse sind durch imperiale und päpstliche Zeugnisse bestens dokumentiert. Schieffer stellte in seiner Untersuchung erhebliche regionale Unterschiede und Verformungen fest. Die Bannung Heinrichs IV. blieb als eher isoliertes Ereignis am stärksten im historischen Gedächtnis haften, während Heinrichs Buße in Canossa in ihrer Tragweite selbst innerhalb des Reiches beschränkt blieb.
Schieffer hat den Begriff der „papstgeschichtlichen Wende“ in die wissenschaftliche Diskussion eingeführt. Mit diesem Begriff ist die Zeit des Reformpapsttums zwischen Papst Leo IX. und dem IV. Laterankonzil gemeint. Schieffer hat 2002 die These vertreten, „daß das sogenannte Reformpapsttum der zweiten Hälfte des 11. Jahrhunderts in zuvor ungekannter Weise die lateinische Gesamtkirche aus eigenem Antrieb zu lenken begann, und zwar weniger nach neuartigen theologischen Konzepten als dank praktischer Erfahrungen“. Die zunehmende päpstliche Eigeninitiative zur Durchsetzung pastoraler Ziele fand mit den Briefen Gregors VII. ihren Höhepunkt. Er befasste sich in diesem Zusammenhang auch mit dem Sutrilied (Rithmus ad Henricum imperatorem), in welchem das Eingreifen Heinrichs III. 1046 in die Verhältnisse des Papsttums beschworen wird. Dabei sprach er sich für eine Datierung des Gedichtes nach 1046 aus und schätzte das Werk als nachträgliche Rechtfertigung für Heinrichs III. Maßnahmen ein.
In seiner 2006 veröffentlichten Skizze der Geschichte und Entwicklung des Reformpapsttums seit der Kaiserkrönung Heinrichs III. analysierte er auch die Rolle der salischen Herrscher und des römischen Adels bei der Papstwahl. Im Ergebnis würdigte er die Buße Heinrichs IV. auf der Burg der Markgräfin von Tuszien als „Meilenstein“ in der Geschichte des Papsttums. Das auf der Fastensynode 1076 gegen Heinrich IV. ausgesprochene „unbefristete Herrschaftsverbot“ möchte Schieffer in einem 2009 veröffentlichten Beitrag als „eine auf Besserung abzielende Suspension“ verstehen. Zu einer definitiven Absetzung wurde diese erst später von Gregor umgedeutet. Zahlreiche Arbeiten Schieffers befassten sich mit Papst Gregor VII. Er konnte nachweisen, dass es sich bei dem im päpstlichen Archiv aufbewahrten Briefregister des Papstes Gregor VII. entgegen bisheriger Behauptungen tatsächlich um das Original und nicht um eine später zusammengestellte Sammlung handelt. Er legte 1978 einen „Versuch über die historische Größe“ Gregors VII. vor. Schieffer befasste sich in einem weiteren Beitrag mit der Behauptung, Gregor sei vor seinem Pontifikat Mönch gewesen. Jahrzehntelang galt es als unstrittig, dass Gregor aus dem Mönchsstand hervorgegangen ist. Nach seiner erneuten Durchsicht der spärlichen Quellen könne diese Frage aber kaum eindeutig mit ja oder nein beantwortet werden. Über Papst Gregor VII. legte er 2010 eine knappe Biographie vor. Er stützte sich vor allem auf das Selbstzeugnis der knapp 400 überlieferten Briefe, die einen „authentischen Einblick in Stimmungen, Sorgen und Pläne des Papstes [geben], von denen wir sonst keine Vorstellung hätten“, und dafür sorgten, „dass wir über Gregor VII. besser Bescheid“ wüssten, „als über jeden anderen Menschen des 11. Jahrhunderts“.
Im Jahr 2013 veröffentlichte er eine etwa 350 Seiten umfassende Darstellung über die Christianisierung und Reichsbildungen in Europa von 700 bis 1200. Es war zugleich seine umfangreichste Monographie. Er behandelte den „tiefgreifenden Wandel“ durch den „in der ersten Hälfte des Mittelalters […] Europa in seiner (heutigen) staatlichen Vielfalt grundgelegt“ wurde, um „die geschichtlich begründete Problematik heutiger europäischer Integration besser zu verstehen“. Schieffer zeichnete in seiner Darstellung „das Bild eines plurikulturellen Europa“. Er unterschied fünf Kulturzonen, den römisch-katholisch geprägten Westen, den griechisch-orthodoxen Osten, die Gebiete arabisch-muslimischer Expansion, die ausgedehnten Siedlungszonen der Slawen sowie die „nördliche und westliche Peripherie“, die von germanischen, teilweise von keltischen Völkern bewohnt wurde. Die Arbeit wurde von Michael Borgolte als „Meisterwerk“ gewürdigt.